# ネイティブ・アメリカン・チャーチ

ネイティブ・アメリカン・チャーチの徽章。

ネイティブ・アメリカン・チャーチまたはアメリカ先住民教会（Native American Church, NAC）とは、ペヨーテ信仰（Peyotism, Peyote Religion）として知られるアメリカ先住民族の宗教であり、その教えは伝統的なアメリカ先住民の信仰とキリスト教の混交であり、エンセオジェン（幻覚剤に神聖さを込めた意味）のペヨーテを使用することも特徴である。その発祥は、19世紀後半にメキシコからグレートプレーンズ南部にペヨーテがもたらされた後の、アメリカ合衆国のオクラホマ州でのことである。1890年に多種多様な部族間に共通の「アメリカ先住民」というアイデンティティを形成することに一役買ったゴースト・ダンスが衰退した一方で、ネイティブ・アメリカン・チャーチはその空白を埋める役割を果たすこととなった。今では、アメリカ、カナダ、メキシコにて最も広く根付いている土着の宗教であり、20世紀後半には推定25万人の信奉者がいる。

## ペヨーテ信仰の歴史

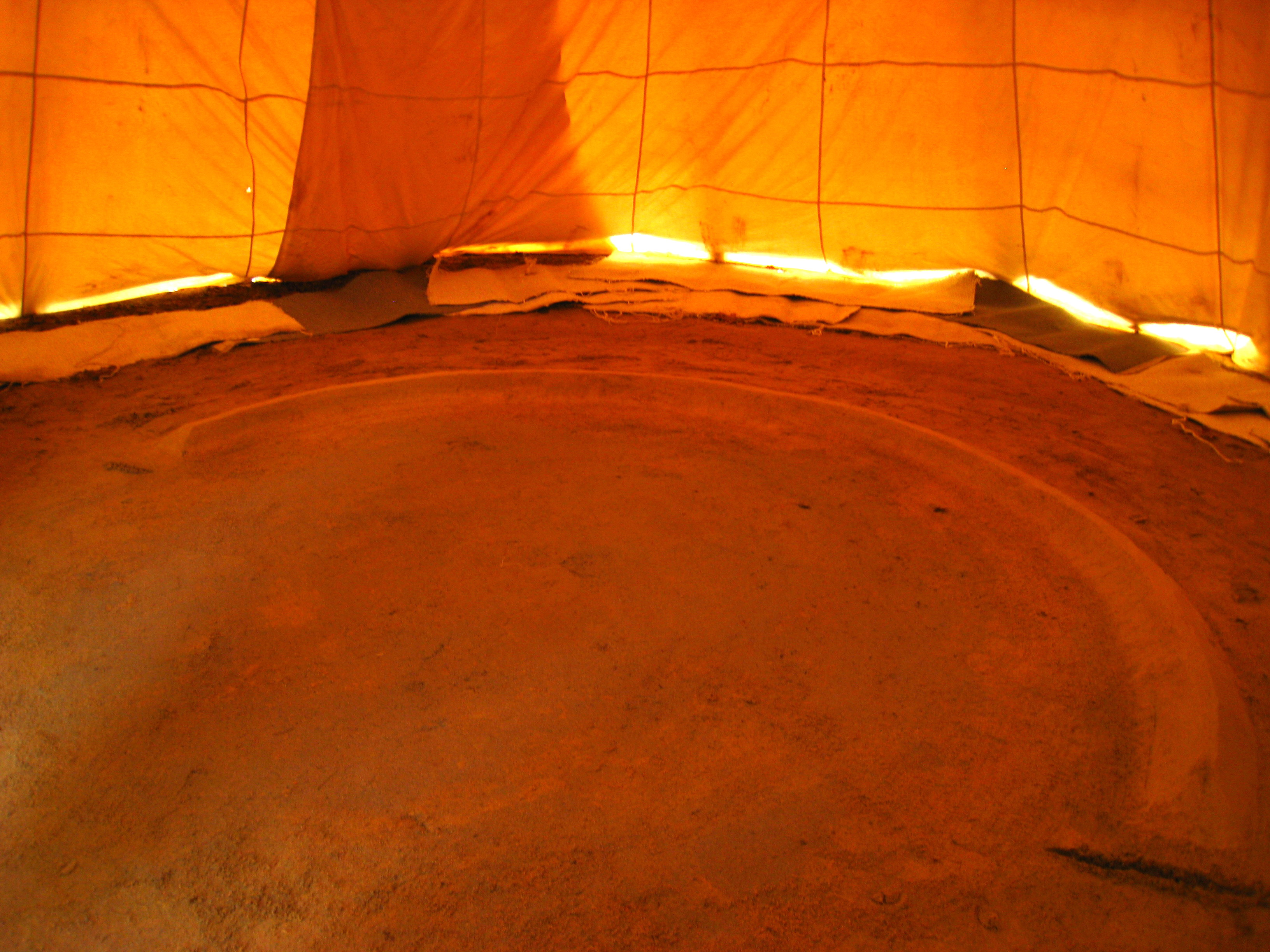
ペヨーテの通り道。

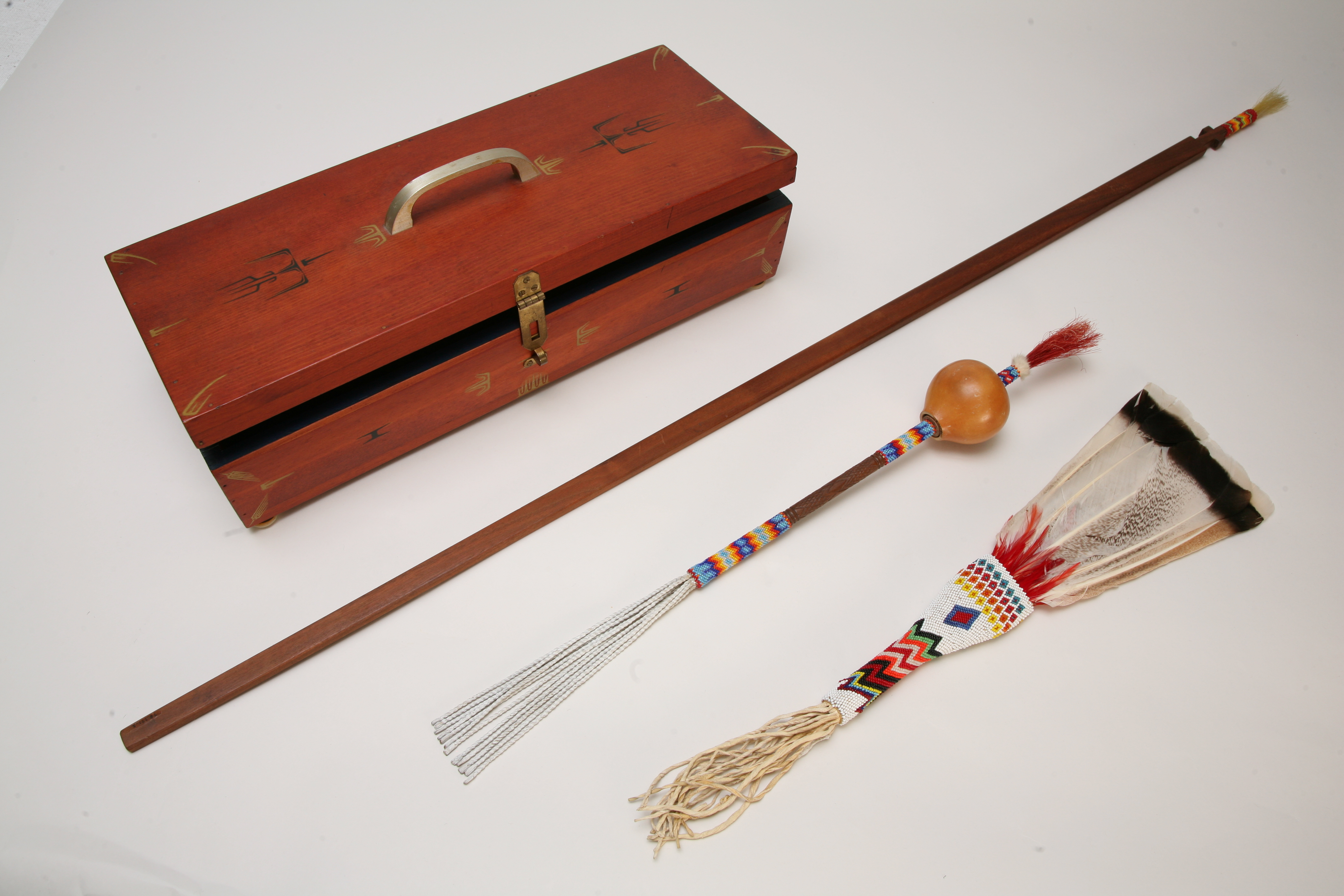
ペヨーテの儀式中にメディスンマンが用いるペヨーテセット。

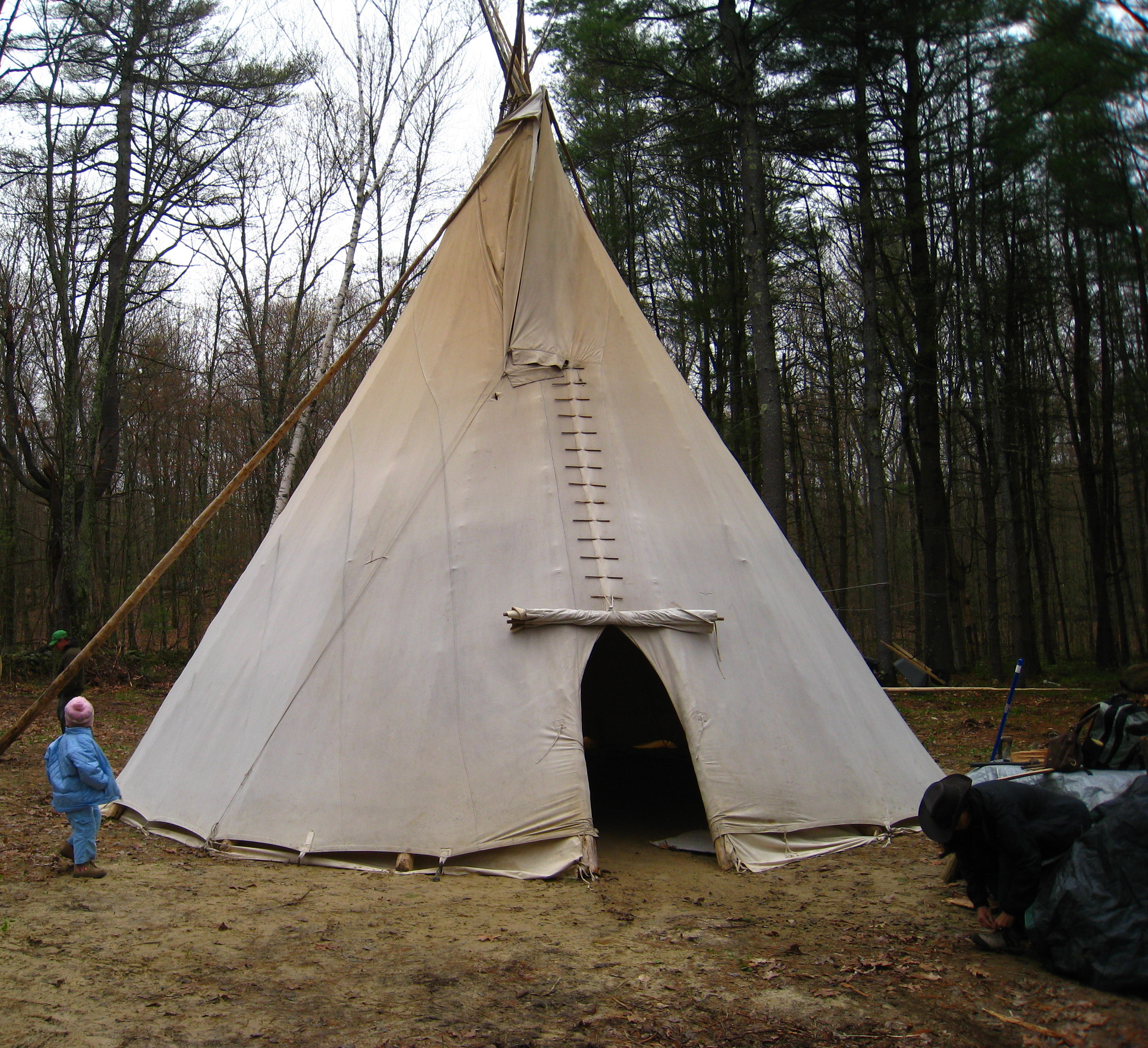
ペヨーテ儀式のためのティピ。

主流であるキリスト教の宗派の多くは、アメリカ先住民族をキリスト教に改宗しようとした。多くの部族においてキリスト教の教義が反映されることになり、ネイティブ・アメリカン・チャーチおいてもそうである。キリスト教への改宗は遅々としており、ネイティブ・アメリカン・チャーチは簡単に広まった。
オクラホマ州で形作られた当初、ネイティブ・アメリカン・チャーチは一神論であり、グレート・スピリットと呼ばれる最高の存在を信仰した。ネイティブ・アメリカン・チャーチの信条は、ペヨーテを崇拝し聖なる秘跡とみなすことであり、ペヨーテがグレート・スピリットとつながるために使用される。
1901年を境に、この信仰がアメリカ西部へと大きく広まっていくことになる。創始者であるウィニベイゴ族のジョン・レイヴは大酒飲みの厄介者であったが、1901年に放浪の旅に出て、そこでペヨーテの体験をし素晴らしい体験であったため、帰郷して人々にペヨーテを勧めた。ジョンは、最初はしつこくあてがわれたのでペヨーテを口にしたが、そのヴィジョンでは恐ろしい生き物に追いかけられたためペヨーテが怒ったのだと解釈し、「この世が存在する限りにおいて使わせていただきます」と叫んだ。次の晩には、神を見て「あなたに祈りを捧げるので、これがどういう信仰なのか教えてください」と叫び、そして、暁の星を見て幸福に包まれ、故郷の家族や親戚がまざまざと目に見えてきた。そして、これを部族の人々にも知らせたいと強く思った。故郷に帰り広めると、ペヨーテによって人々は飲酒をやめるようになり、道を説くようになり、こうして大きくなっていった団体に、飲酒癖のあるアルバート・ヘンズリーが加わり聖書をもたらした。ヘンズリーのペヨーテ体験は最も激しいものと言われ、恍惚となり天国と地獄のヴィジョンを見た。人々がこのペヨーテ派にどんどん改宗していくこととなった。
ペヨーテは2001年以前の段階でアメリカ合衆国やカナダ西部の40以上の部族の間で神聖な植物として用いられているが、その中で初めてペヨーテと関わりを持つようになったのはカイオワ族（Kiowa）およびコマンチ族（Comanche）で、メキシコ北部の先住民族を訪ねた際にその存在を知ったものと思われる。メキシコ国境の北部地方において普及しているペヨーテ儀式がカイオワ・コマンチ型のものであることから、両部族が信仰の積極的な普及に関わっていたと見ることが可能である。アメリカ合衆国の先住民は19世紀後半まで特別居留地に押し込められていた上に、その伝統文化の多くも解体され、消滅しつつあった。このような逆境の中、オクラホマに移住した部族の首長たちは、合衆国内の進歩的な部族のために新しいペヨーテカルトを積極的に拡散させることを始めた。その運動を最も積極的に提案したのが、先述の証拠からカイオワ・コマンチの両部族であったと推定される。こうしてペヨーテカルトは急速に普及したものの、儀式の内容に対しては宣教師や地方政府団体が激しく反発し、更にこれを受けた地方自治体がたびたび信仰への弾圧となりかねないような法律を制定した（参照: #法律と組織化）。そこで先住民たちは彼らの宗教活動の自由の権利を守るべく、法律上承認されている宗教団体である先住民教会にペヨーテカルトを組み込むこととした。こうしてこの運動の会員は1922年には1万3300人であったものが、1993年には70以上の部族に30万人が確認されるまでになった。1997年以前の段階では、信者数はおよそ10万人から22万5千人と推定されている。
ただ、儀式のためのペヨーテを確保するのに難儀が見られる場合もある。居住地にペヨーテが自生していないアメリカ先住民の場合、儀式に用いるのは乾燥品の頭部、メスカルボタン（英: mescal button）となるが、これを合法的に採取したり、アメリカ合衆国郵便公社を通じて配達品を購入したりすることにより確保している。またメキシコ先住民の習慣に倣って、サボテンを集めるための巡礼者を送り出しているアメリカ先住民も存在するが、アメリカ合衆国内の先住民の大半は通信販売によって必要となるものを入手している。

## 儀式と役割
ネイティブ・アメリカン・チャーチの信奉者は、儀式、祝祭その信仰の実践において、それぞれ異なっている。似たようなキリスト教の道徳を教えてはいるものの、クロスファイア派は礼拝に聖書を用いているが、これはハーフムーン派には採用されていない。儀式は、土曜日の夕方にはじまり、日曜日の早朝までの一晩を通して行われる。たいてい聖書朗読、祈り、歌、舞踏、太鼓が行われる。ネイティブ・アメリカン・チャーチはグレート・スピリットを信仰している。
儀式はティピーで行われ、司祭、牧師、長老が儀式に必要となる。
翌日の宴会は共同体全体のために盛大となる。ペヨーテは興奮剤であり参加者はみな目がさえ、そのためにも宴会に参加する。特に宴会後の午後遅くになると睡眠が必要だと感じられるようになる。信者たちはペヨーテの使用を、キリスト教の聖餐式における葡萄酒の使用になぞらえている。

## 法律と組織化
アメリカ合衆国政府は薬物規制を実施し、先住民たちはペヨーテの使用についての法的な問題に直面することとなる。1888年にはカイオワ族、コマンチ族およびウィチタ族（Wichita）のインディアン担当官が宗教儀式におけるペヨーテの使用を禁じ、この措置を2年後の1890年にアメリカ合衆国政府が正式なものとしたのである。この禁止令のもとでは、政府担当官による信者の逮捕や投獄が行われたり、罰金や儀式に使用された土地や家屋の没収も実施されたりした。ネイティブ・アメリカン・チャーチは1918年、この問題を回避するために設立されたものであり、1944年には合衆国アメリカ先住民教会として法人化され、更に5年後の1949年には北米アメリカ先住民教会と改称されてカナダ先住民も包含するようになった。1965年および1970年には議会でペヨーテの宗教儀式における使用を許可する内容の法律が通過したが、逮捕はなおも続いた。1978年のインディアン宗教自由法（Indian Religious Freedom Act）は、アメリカ先住民宗教自由法とも呼ばれ、チャーチのペヨーテの使用を法的に保護することとなったが、一部の連邦の官僚はそれでもなおペヨーテの没収を続行した。
規制薬物としての法的分類において議論が生じ、ネイティブ・アメリカン・チャーチの正式なメンバーのみが、宗教的な目的において、輸送、所持、使用が許可されている。